# 제임스 해리스 사이먼스
제임스 해리스 사이먼스(영어: James Harris Simons, 1938년 4월 25일~2024년 5월 10일)은 미국의 수학자이자 자산관리 전문가이다. 중국의 유명한 수학자인 천싱선과 함께 미분기하학에서 중요한 천-사이먼스 형식을 발견하였다.

## 르네상스 테크놀로지
그는 자신이 연구한 패턴 인식 이론 등의 순수수학 이론을 실제 금융 시장에 적용해보기 위해 헤지 펀드 매니저로 직업을 전향하고, 1982년 르네상스 테크놀로지(Renaissance Technologies)라는 헤지 펀드 회사를 설립했다. 르네상스 테크놀로지는 복잡한 수학적 모델을 사용한 알고리즘 트레이딩을 이용하여 수익을 내며, 150억 달러(약 14조 원)의 헤지 펀드를 관리해왔다.
제임스 사이먼스는 세계에서 가장 부유한 수학자이다. 그의 자산은 약 125억 달러(약 12조 원)에 이른다.

## 같이 보기
- 천싱선
- 천-사이먼스 형식